# Strictly Ballroom
Strictly Ballroom is een Australische filmkomedie uit 1992 onder regie van Baz Luhrmann.

## Verhaal
Danskampioen Scott Hastings overtreedt de regels van het danscomité door eigen passen te introduceren bij het dansen. Het lelijke eendje Fran wordt de danspartner van Scott. Samen winnen ze de Australische danskampioenschappen.

## Rolverdeling
| Acteur         | Personage        |
| -------------- | ---------------- |
| Paul Mercurio  | Scott Hastings   |
| Tara Morice    | Fran             |
| Bill Hunter    | Barry Fife       |
| Pat Thomson    | Shirley Hastings |
| Gia Carides    | Liz Holt         |
| Peter Whitford | Les Kendall      |
| Barry Otto     | Doug Hastings    |
| John Hannan    | Ken Railings     |
| Sonia Kruger   | Tina Sparkle     |
| Antonio Vargas | Rico             |
| Jack Webster   | Terry            |
| Lauren Hewett  | Kylie Hastings   |
| Kris McQuade   | Charm Lechman    |
| Pip Mushin     | Wayne Burns      |